# McClusky (North Dakota)
McClusky er en amerikansk by og administrativt centrum for det amerikanske county Sheridan County i staten North Dakota. I 2000 havde byen et indbyggertal på 415.
47°29′03″N 100°26′32″V / 47.4842°N 100.4422°V